# Petru Maior
Petru Maior (Târgu Mureș, c. 1756 – Budapest, 14 de febrero de 1821) fue un filólogo, historiador, lexicógrafo, teólogo y sacerdote ortodoxo griego rumano de la Ilustración.

## Biografía
Petru Maior nació en una familia ligada a la iglesia grecocatólica rumana: su padre Gheorghe era un arcipreste de las iglesias católicas orientales natural de Diciosânmartin (hoy Târnăveni). Tras haberse educado en el seminario de Târgu Mureș (1769-1772) y de Blaj (1771-1774), fue ordenado sacerdote en esta última ciudad en 1774: el mismo año marchó a Roma para estudiar filosofía y teología en el Colegio de Propaganda Fide, y se graduó en 1779. Luego amplió estudios durante un año en la Universidad de Viena y en 1780 volvió a Blaj, donde de 1780 a 1785 fue profesor de lógica, metafísica y derecho. Entre 1785 y 1809 fue párroco en Reghin y arcipreste en Gurghiu, ambas en el distrito de Mureș. En 1809, y hasta 1821, fue censor y corrector de libros impresos en lengua rumana en la Tipografía Real de Buda.
Maior fue uno de los principales sostenedores del derecho rumano en Transilvania y, allí mismo con Samuil Micu y con Gheorghe Șincai, elaboró el programa político-cultural de la Escuela transilvana o Școala Ardeleană, en rumano. Para este fin participó en la redacción de la famosa declaración de emancipación de los rumanos en Transilvania, el Supplex Libellus Valachorum Transsilvaniae. 
Petru Maior escribió además obras históricas, las más importantes de las cuales fueron Istoria pentru începutul românilor în Dachia ("Historia sobre el comienzo de los rumanos en Dacia", 1812), en que defiende la autoctonía de los rumanos en la antigua Dacia trajana, e Istoria besericei românilor atît a cestor dincoace, cît și a celor dincolo de Dunăre ("Historia de la Iglesia de los rumanos tanto de los de uno como el otro lado del Danubio", 1813). También se le deben varios tratados importantes sobre lingüística, como la Disertaţie pentru începutul limbei românești ("Disertación en torno al origen de la lengua rumana", 1812) y la Ortographia romana sive latino-valachica, una cum clavi qua penetralia originationis vocum reserantur (1819), obra con la cual introduce las letras ș per /ʃ/ y ț para /ts/, aún en uso en el alfabeto del idioma rumano.
En filología Maior es el principal autor del Lexiconul de la Buda ("El Diccionario de Buda"), el primer diccionario etimológico de la lengua rumana, publicado póstumo en 1825 en Buda.

## Obras

### Teológicas
- Procanon ce cuprinde în sine cele ce sânt de lipsă spre înțelesul cel deplin și desăvârșit al canoanelor și a toată tocmeala bisericețască spre folosul mai de seamă a românilor (Canon que contiene lo que falta para la plena y verdadera comprensión de los cánones y toda la organización eclesiástica para el mejor uso por parte de los rumanos), 1783
- Protopapadichia, adecă puterea, drepturile sau privileghioanele protopopilor celor românești din Ardeal (Protopopadichia, esto es, el poder, los derechos y los privilegios de los sacerdotes rumanos de Transilvania), 1795)
- Propovedanii la îngropăciunea oamenilor morți (Homilías para la sepultura de los difuntos), Budapest, 1809
- Didahii, adecă învățături pentru creșterea fiilor, la îngropăciunea pruncilor morți (Homilías sobre preceptos para la educación de los hijos a la sepultura de los neonatos muertos), Budapest, 1809
- Prediche sau învățături la toate duminicile și sărbătorile anului (Prédicas o preceptos para todos los domingos y las fiestas del año), 3 vols., Budapest, 1810
- Istoria Bisericii românilor atât a cestor dincoace, precum și a celor dincolo de Dunăre (La historia de la Iglesia de los rumanos tanto de un lado como del otro del Danubio), Budapest, 1813

### Histórico-filológicas
- Istoria pentru începutul românilor în Dachia (La historia del comienzo de los rumanos en Dacia), Buda, 1812
- Rǎspunsul la Cârtirea carea s-au dat asupra persoanei lui Petru Maior, autorul Istoriei ceii pentru începutul românilor în Dachia (Respuesta a la calumnia revuelta contra la persona de Petru Maior, autor de la Historia del comienzo de los rumanos en Dacia), Buda, 1814
- Animadversiones in Recesionem Historiae De origine Valachorum în Dacia, Buda, 1815
- Ortographia româna și latino-valachica una cum clavi qua penetralia originationis vocum reserantur, Buda, 1819
- Scrieri, al cuidado de Florea Fugariu, prefacio de Maria Protase, Bucurest, 1976 (contiene: Procanonul, Propovedanii, Didahii, Istoria pentru începutul românilor în Dachia, Istoria Bisericii românilor, Disputații, Ortografia română, Dialog)
- Scrisori și documente inedite, al cuidado de Nicolae Albu, Bucarest, 1968
- Scripta minora: ars literaria, animadversiones, epistolarium, ultimae, al cuidado de Ioan Chindriș, Bucarest, 1995.